# 石楠 (作家)
石楠（1938年10月—），女，汉族，安徽太湖人，中国作家协会会员，中华人民共和国作家。

## 生平
1958年毕业于太湖中学，1963年至1966年在安徽师范大学（原合肥师范学院）函授中文专业学习。历任安庆市图书馆古籍管理员，安庆市文化局戏剧创作研究室专业作家。1988年当选为安徽省作家协会副主席、安徽省政协常委。是中国作协第五、六届全委会委员，第七、八、九届名誉委员。作品获安徽文学奖、《清明》文学奖、红烛奖等。1988年获安徽省劳动模范称号，2005年被评选为当代优秀传记文学作家。:297
2023年3月，捐赠一百万元在安庆师范大学设“石楠文学奖”。

## 作品
- 长篇小说：《真相》、《生为女人》。
- 中篇小说集：《弃妇》、《晚晴》、《石楠女性传记小说选》，散文集《爱之歌》、《寻芳集》。
- 长篇传记小说：《画魂——潘玉良传》、《美神——刘苇传》、《寒柳——柳如是传》、《一代明星舒绣文》、《从尼姑庵走上红地毯》、《刘海粟传》、《回望人生路——亚明的艺术之旅》、《陈圆圆——红颜恨》、《不想说的故事》、《张恨水传》、《海魄——杨光素传》、《另类才女苏雪林》。
- 学术专集：《百年风流——艺术大师刘海粟的友情和爱情》。